# Alexandre Kamenka
Alexandre Kamenka est un producteur de cinéma français, né le 8 mai 1888 à Odessa (Russie, désormais en Ukraine) et mort le 3 décembre 1969 à Paris.

## Biographie
Alexandre Kamenka a fui la Russie après la Révolution russe et s'est établi en France où il a créé la société de production Albatros.
Il meurt le 3 décembre 1969 en son domicile 6 rue La Fontaine à Paris 16e, à l'âge de 81 ans.

## Filmographie partielle
- 1924 : Kean ou Désordre et génie
- 1926 : Carmen
- 1928 : Un chapeau de paille d'Italie
- 1929 : Les Deux Timides
- 1929 : Souris d'hôtel d'Adelqui Millar ;
- 1934 : L'Hôtel du libre échange
- 1935 : Pension Mimosas
- 1936 : Les Bas-fonds
- 1937 : Le Messager
- 1949 : Le Mystère Barton